# Liste des primats de l'Église orthodoxe du Sinaï
 (juillet 2017).
Si vous disposez d'ouvrages ou d'articles de référence ou si vous connaissez des sites web de qualité traitant du thème abordé ici, merci de compléter l'article en donnant les références utiles à sa vérifiabilité et en les liant à la section « Notes et références ».
Liste des primats de l'Église orthodoxe du Sinaï

## Archevêque du Sinaï
- Joannice Ier (1671-1702)
- Côme (22 avril 1703-13 février 1706)
- Athanase (1708-1720)
- Joannice II (1721-1728)
- Nicéphore (1728-1747)
- Constance I (1748-1759)
- Cyril Ier (28 octobre 1759-janvier/février 1790)
- Dorothée (1794-1797)
- Constance II (1804-9 juillet 1859)
- Cyril II (ru) (7 décembre 1859-5 septembre 1867)
- Kallistratos (1867-1884)
- Porphyre Ier (ru)(21 août 1885-7 mai 1904)
- Porphyre II (ru) (7 mai 1904-juillet 1926)
- Porphyre III (ru) (29 juillet 1926-24 novembre 1968)
- Grégoire (ru) (4 janvier 1969-11 septembre 1973)
- Damien(10 décembre 1973-aujourd'hui)